# Werner Gorszka
Werner Gorszka (* 19. März 1929) ist ein ehemaliger deutscher Fußballspieler. Der Mittelfeldspieler hat im damaligen WM-System, überwiegend als Außenläufer eingesetzt, von 1948 bis 1961 in der erstklassigen Fußball-Oberliga Nord für die Vereine Hamburger SV und Altona 93 insgesamt 287 Ligaspiele absolviert und 17 Tore erzielt. Gorszka ist mit 280 Einsätzen der Rekordspieler von Altona 93 in der Oberliga Nord.

## Karriere

### Anfänge, bis 1950
In der Runde 1947/48 spielte sich der junge Nachwuchsfußballer Werner Gorszka in der Alsterstaffel der Verbandsliga Hamburg mit seinen Leistungen bei seinem Verein TuS Hamburg 80 in das Blickfeld des Oberligisten Hamburger SV. Die Rautenträger hatten die Nordmeisterschaft in einem Entscheidungsspiel gegen St. Pauli und die Britische Zonenmeisterschaft gewonnen, verpflichteten das Talent zur Runde 1948/49 und nahmen daneben noch die weiteren Spieler Erich Ebeling, Willy Firsbach, Manfred Krüger, Helmut Schmeißer und Herbert Wojtkowiak neu unter Vertrag. So waren die Plätze im Team von Trainer Hans Tauchert sehr umkämpft, Konkurrenz war ausreichend vorhanden. Der 19-jährige Gorszka bestritt aber trotzdem die ersten drei Rundenspiele 1948/49 gegen Bremerhaven 93 (7:1), Göttingen 05 (4:1) und den VfB Lübeck (2:2). Er agierte jeweils vor Torhüter Walter Warning als linker Außenläufer an der Seite von Mittelläufer Erwin Reinhardt. Danach setzte sich der anfangs gesperrte Helmut Schmeißer als Stammspieler auf der linken Außenläuferposition durch und der junge Gorszka kam zu keinem weiteren Pflichtspieleinsatz mehr.
In seinem zweiten HSV-Jahr, 1949/50, lernte er die Trainerarbeit von Georg Knöpfle kennen, der von seinem vormaligen Verein Arminia Hannover Jupp Posipal mit an den Rothenbaum gebracht hatte. Da darüber hinaus auch noch die weiteren Neuzugänge Werner Harden, Herbert Klette und Rolf Rohrberg sich einen Platz im Kreis der Stammspieler erkämpften, wurden die Einsatzmöglichkeiten von Werner Gorszka nicht besser. Er musste sich beim überlegenen Meisterschaftsgewinn mit neun Punkten Vorsprung mit vier Ligaeinsätzen begnügen. Nach zwei Jahren beim Hamburger SV schloss er sich im Sommer 1950 dem Oberligaaufsteiger Altona 93 an.

### Altona, 1950 bis 1961
Bei den schwarz-weiß-roten Aufsteigern des AFC aus Bahrenfeld startete Gorszka am 22. August 1950 mit einem Heimspiel gegen Arminia Hannover in die Oberliga Nord. Neben dem Aufstiegsrekordtorschützen Reinhold Jackstell (31 Treffer) und Spielmacher Heinz Mühle waren an der Seite von Außenläufer Gorszka auch noch die weiteren Neuzugänge Helmut Fiegen, Heinz „Tute“ Lehmann, Heinrich Feldmann, Alfred Kalkowsky und Ernie Münch vor 7.000 Zuschauern in der Adolf-Jäger-Kampfbahn aufgelaufen. Zwei Mühle-Treffer brachten zwar eine schnelle 2:0-Führung für den Gastgeber zustande, aber in der zweiten Halbzeit drehten die Arminen das Spiel noch deutlich – unter anderem drei Treffer von Fritz Apel – mit 5:2 zu ihren Gunsten. Gorszka hatte 31 von 32 Ligaspielen absolviert und zwei Tore für das Team des zwölfmaligen Torschützen Werner Erb erzielt. Wegen des schlechteren Torverhältnisses gegenüber Eintracht Osnabrück stieg die spieltechnisch gute Mannschaft des AFC mit 26:38 Punkten in das Amateurlager ab.
Unter dem neuen Trainer Herbert Panse wurde Altona 1951/52 Vizemeister in der Amateurliga Hamburg und erreichte in den Aufstiegsspielen zur Oberliga Nord den 3. Rang, welcher nachträglich wegen des Zwangsabstieges von Eintracht Braunschweig zur Oberligarückkehr berechtigte. In 31 Verbandsspielen hatte Gorszka in dieser Runde zehn Treffer erzielt.
Der Start in die Oberliga missglückte nach drei Spielen mit 0:6 Punkten. Aber mit einem 7:4-Heimerfolg gegen Werder Bremen, nach einem 2:4-Halbzeitstand, waren Gorszka und Kollegen in der Oberliga Nord angekommen. Jetzt zahlten sich die Zugänge von Kurt Hinsch, Karl-Heinz Keil, Dieter Seeler, Kurt Reich und Heinz Spundflasche aus, Altona spielte sich in der Tabelle stetig nach vorne. Erst zum Rundenende belegte der Aufsteiger mit 32:28 Punkten den 6. Rang und Gorszka hatte in allen 30 Ligaspielen mitgewirkt und zwei Tore erzielt. Zu den Besonderheiten dieser Runde zählt auch der 8:7-Auswärtserfolg am neunten Spieltag bei Eintracht Osnabrück: Mit einem 2:5-Rückstand ging Altona in die Halbzeit und entschied in der 81. Minute mit dem Siegtreffer von „Malek“ Hinsch das Spiel noch zu seinen Gunsten. Gorszka hatte in der ersten Spielhälfte die 2:1-Führung erzielt.
In der folgenden Runde, 1953/54, wiesen die Mannen um Gorszka nach sieben Spieltagen enttäuschende 4:10 Punkte vor, steigerten sich dann aber gewaltig und belegten am Rundenende den 3. Rang. Am 11. Spieltag, den 1. November 1953 war dem AFC ein 4:2-Heimerfolg gegen den Hamburger SV geglückt. Mit 68 Treffern hatte Altona die meisten Treffer in der Nordoberliga erzielt.
Als zur Runde 1957/58 der talentierte Jugendspieler Heiko Kurth in die Ligaelf in der Oberliga Nord übernommen werden konnte und mit Gerhard Göhrke (29/11) und Horst Wendlandt (28/16) zusätzlich zwei überzeugende Neuzugänge die Qualität des Kaders von Spielertrainer Spundflasche verstärkten, konnte erneut der 3. Rang im Norden erreicht werden. Nach Ende der Hinserie standen Gorszka und Kollegen mit 18:22 Punkten und 15:15 Toren auf dem 9. Rang. Den Hamburger SV hatte der AFC Anfang November 1957 im Heimspiel mit 2:0 geschlagen und dabei hatte Gorszka zusammen mit Rudolf Sturm und Jürgen Müller die Läuferreihe gebildet. Seine letzte Oberligarunde 1960/61 beendeten die Schwarz-Weiß-Roten am 30. April 1961 mit einer 1:2-Heimniederlage gegen TuS Bremerhaven 93 und nahmen den 6. Rang mit 30:30 Punkten ein. Das letzte Rundenspiel wurde vom AFC in der Formation mit Torhüter Gerhard Behncke, dem Verteidigerpaar Gerhard Göhrke/Uwe Lüchau und der Läuferreihe mit Werner Goike, Gorszka und Jürgen Müller absolviert.
Der über Jahre hinweg das Herz und Rückgrat des AFC bildende Mittelfeld- und Abwehrspieler sorgte in der Rückwärts- wie Vorwärtsbewegung für Stabilität in Reihen von Altona und beendete 1961 als unangefochtener vereinsinterner Oberligarekordspieler mit 280 Einsätzen seine Laufbahn.
Auch im DFB-Pokal war er wesentlicher Leistungsträger beim Erfolg im Jahr 1955: Mit seinen Mannschaftskollegen setzte er sich über den 1. FC Saarbrücken (3:2), Eintracht Frankfurt (2:1) und Alemannia Aachen (2:0) durch und schied erst im Wiederholungsspiel am 20. April 1955 in Gelsenkirchen im Halbfinale gegen den späteren Pokalsieger Karlsruher SC aus.